# Sanski Most
Sanski Most (serbokroatisch-kyrillisch Сански Мост) ist eine Stadt und der Verwaltungssitz der gleichnamigen Gemeinde (općina) im Kanton Una-Sana im Nordwesten von Bosnien und Herzegowina.

## Geografie
Die Stadt befindet sich am Mittellauf der Sana in der Föderation Bosnien und Herzegowina. Da Sanski Most außerdem an den Sana-Zuflüssen Sanica, Dabar, Bliha, Japra, Zdena, Majdanska Rijeka, Sasinka und Kozica liegt, wird sie auch „Stadt an neun Flüssen“ (grad na devet rijeka) genannt. Die Gemeinde befindet sich in der Region Bosanska Krajina. Sanski Most grenzt im Westen an die Großgemeinden Bosanska Krupa, Bosanski Petrovac, im Süden an Ključ, sowie im Norden und Osten an die Općina Oštra Luka, welche früher auch zum Territorium der Großgemeinde Sanski Most gehörte, aber durch den Vertrag von Dayton nach dem Bosnienkrieg zur Republika Srpska kam.
Westlich und südwestlich von Sanski Most liegt die Gebirgskette Grmeč, östlich befinden sich die Berge Mulež und Behramaginica.

## Verkehr
Sanski Most hatte bis 1975 einen Bahnhof der schmalspurigen Steinbeisbahn von Prijedor nach Lička Kaldrma und Jajce.

## Sehenswürdigkeiten
Die bedeutendsten Sehenswürdigkeiten der Gemeinde sind die Moschee in der Innenstadt und die alte Brücke über die Sana, die der Stadt ihren Namen gab.
In den an Sanski Most angrenzenden kleinen Dörfern (Pobrijezje, Novo Naselje, Hrustovo, Tomina, Vrhpolje, Kamengrad, Kruhari) und der näheren Umgebung befinden sich weitere Sehenswürdigkeiten wie beispielsweise die Hrustovačka-Höhle, die Sanica-Quelle oder die Wasserfälle von Bliha. Am Ufer der Sana befinden sich viele Cafés und Restaurants.

## Zweiter Weltkrieg
Während des Zweiten Weltkriegs gehörte die Region zum Unabhängigen Staat Kroatien (NDH). Während dieser Periode kam es zum Massaker von Sanski Most, indem 1941 bis zu 5.500 Serben und 40 bis 50 Juden ermordet wurden. Das Massaker wurde überwiegend von den kroatisch-faschistischen Ustascha, aber auch von bosnisch-muslimischen Milizen verübt.

## Nichtregierungsorganisationen
Seit 1998 ist die Hilfsorganisation Krajiška Suza, ursprünglich als Frauenselbsthilfegruppe nach dem Jugoslawienkrieg 1996 gegründet, in Sanski Most und Umgebung in der medizinischen Pflege und der Sozialarbeit mit einkommensschwachen Personen tätig.
Das Center for Peacebuilding CIM bemüht sich, die einst verfeindeten Bevölkerungsgruppen mit Hilfe von lokalen Veranstaltungen, Jugendcamps und internationalen Begegnungen zu versöhnen.

## Galerie

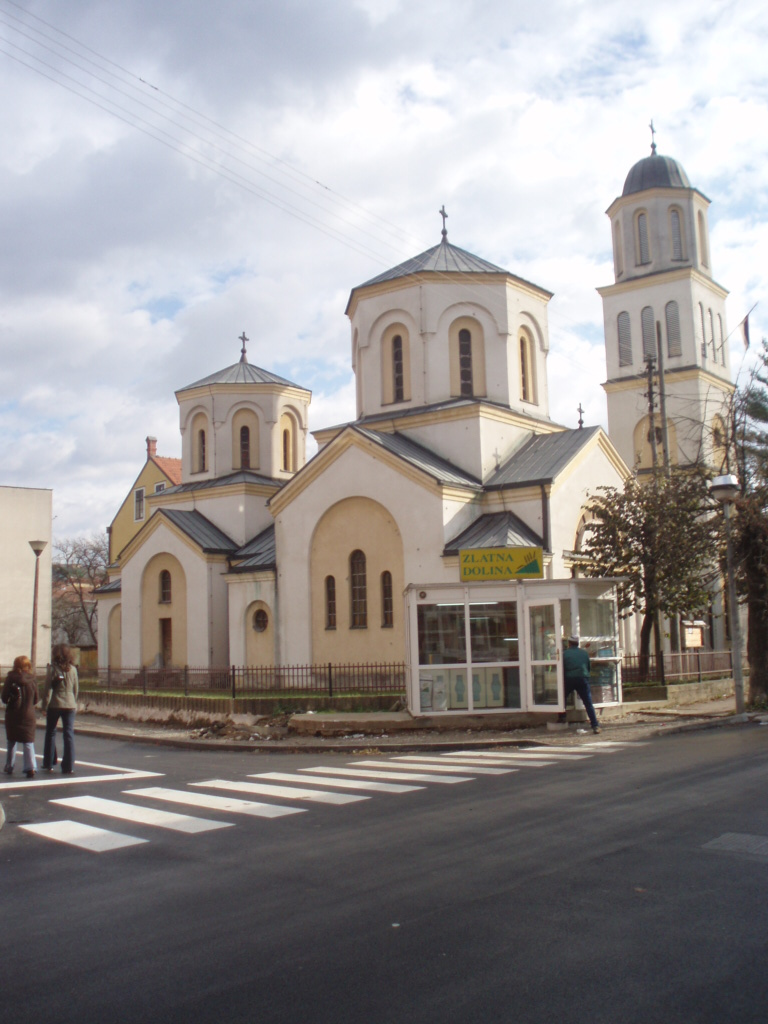
Serbisch-orthodoxe Kirche
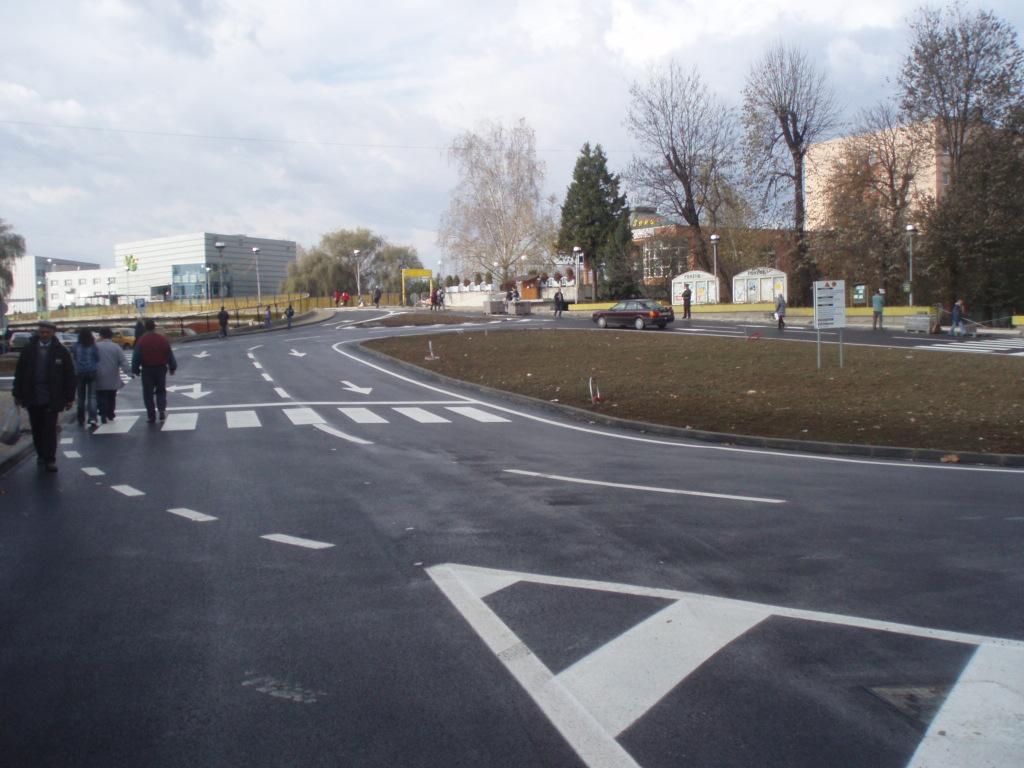
Hauptplatz
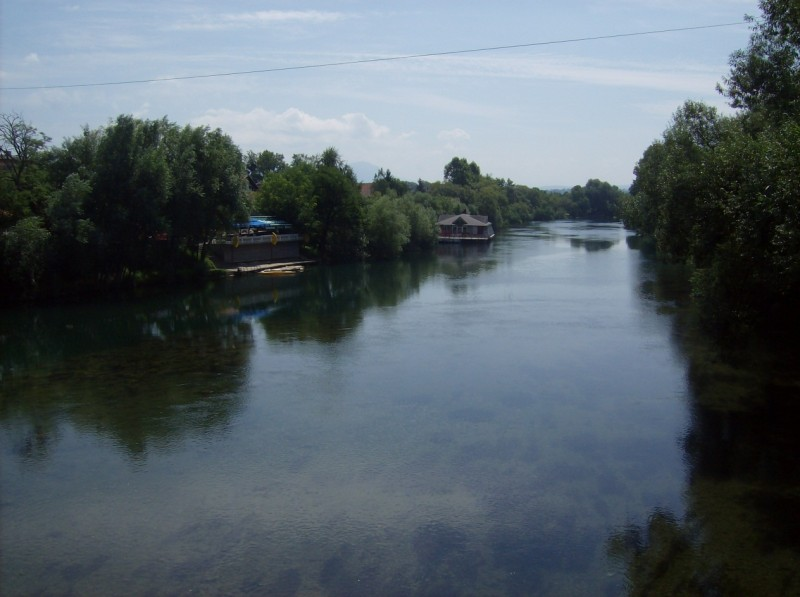
Fluss Sana
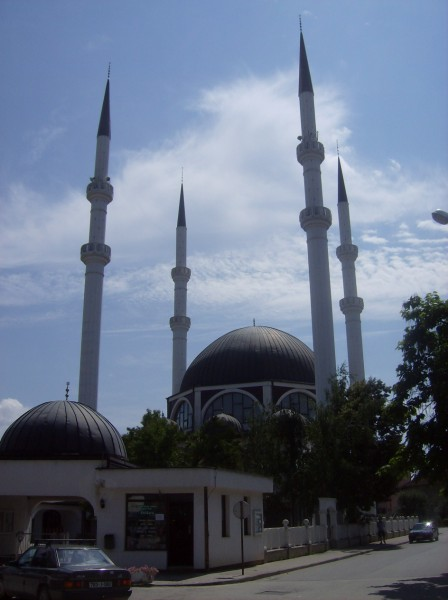
Hamzibegs Moschee
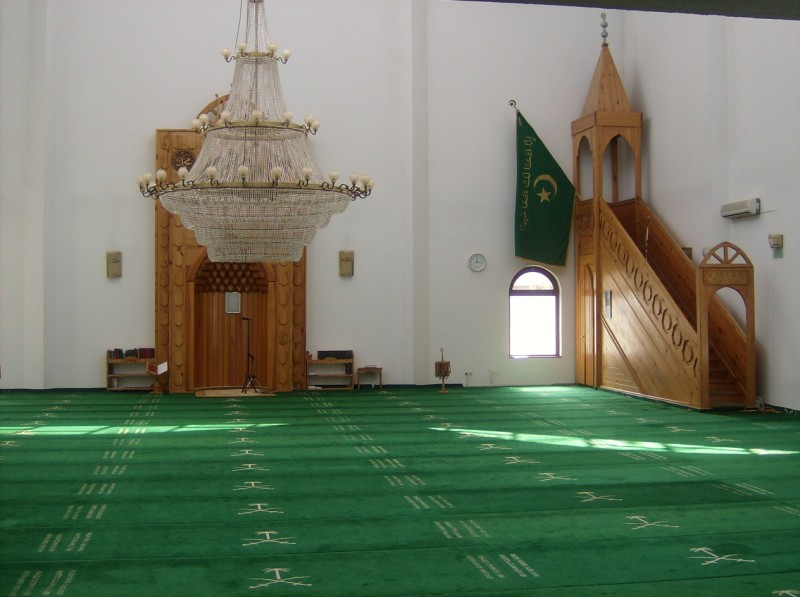
Hamzibegs Moschee

## Persönlichkeiten

### Söhne und Töchter der Stadt
- Abdulah Šarčević (* 1929 in Stari Majdan; † 2021 in Sarajevo), Philosoph
- Mara Torti (* 1944), Handballspielerin
- Kemal Malovčić (* 1946 in Okreč), Turbo-Folk Sänger
- Stevan Tontić (* 1946 in Grdanovci; † 2022), Schriftsteller und Übersetzer
- Edin Šarčević (* 1958 in Sanski Most), bosnischer Jurist
- Nikola Milinković (* 1968), Fußballspieler, Vater von Sergej und Vanja Milinković-Savić
- Rasema Handanović (* 1972 in Sanski Most), verurteilte Kriegsverbrecherin
- Vukašin Brajić (* 1984 in Sanski Most), Pop-/Rockmusiker